# راس غليص (مسلسل 2008)
راس غليص: ثار ولد رماح أو راس غليص 2 هو ثاني أجزاء سلسلة غليص البدوية، وهو مسلسل درامي بدوي تشويق ومغامرات من إنتاج المركز العربي للإنتاج الإعلامي - الأردن، المنتج عدنان العوامله، المنتج التنفيذي طلال العوامله، إخراج شعلان الدباس، كتابة مصطفى صالح، و بطولة كل من : رشيد عساف، منذر رياحنة، نادرة عمران، شايش النعيمي، داود جلاجل، خالد الغويري، خالد نجم، علاء الجمل، نجلاء عبدالله، لارا الصفدي.
يقدم الجزء الثاني قصة هرب غليص إلى عمق الصحراء، حيث يعمل عند الشيخ ابن ادعيج خادماً متخفياً ويتحيّن الفرص للانقضاض على الشيخ، تبعه في السلسلة مسلسل ذباح غليص. 

## قصة المسلسل
تنتهي أحداث الجزء الأول من المسلسل البدوي الدرامي راس غليص بخديعة متقنة من غليص للقبائل التي هاجمته وهروبه، مما يوقع الجميع في حيرة من أمرهم.
يحلم غليص بالعودة إلى زعامة قبيلته، إلا أن أحلامه تتبدد بعد أن اقترف وأفراد عصابته الآثام جراء اغارته على قبائل ضعيفة وسرقته لمواشيها، ولكن يعيد غليص تشكيل عصابته من جديد ويبدأ بالإغارة على القبائل وسرقة المواشي، والتخطيط للعودة إلى قبيلته واسترداد زعامتها، فتحاول رحمه بنت ادعيج المحتجزة لدى غليص الهرب لكنها تفشل فتمتنع عن تناول الطعام حتى توشك على الموت، فيرسل غليص إلى ابن ادعيج مرسالاً يطلب منه فدية لـرحمه فيقرر ابن ادعيج أن يطلب المعونة من زواد ويتهيأ مناور لمساعدتهم في طلب غليص ثم يحاصرونه فيهرب رجاله ويتحيّن صايل الفرصة لكي يقتله قبل وصول زيد إليه. يعمد غليص إلى ضرب زيد فيفقده الوعي، ثم يلتقي مع صايل ويشتبكان معاً فيطعن غليص صايل بالسيف، وقبل أن يجهز عليه يهاجمه زيد الذي يفيق من الضربة فيطعنه في صدره فينقذ صايل من الموت.